# Littles Peak
Der Littles Peak ist ein Berg im Grand-Teton-Nationalpark im Westen des US-Bundesstaates Wyoming. Er hat eine Höhe von 3266 m und ist Teil der Teton Range in den Rocky Mountains. Der Littles Peak liegt im zentralen Teil der Teton Range, an der Grenze des Grand-Teton-Nationalparks zur Jedediah Smith Wilderness des Caribou-Targhee National Forest. Er liegt rund 2,5 km südwestlich des Maidenform Peak und einige Kilometer westlich des Mount Woodring. An der Ostseite des Berges entspringt der Leigh Creek, ein Gebirgsbach, der durch den sich östlich des Littles Peak nach Osten ziehenden Leigh Canyon fließt und sich in den Leigh Lake entwässert. Westlich des Berges liegt das Granite Basin mit den Granite Basin Lakes. An der Südwestflanke des Littles Peak entspringt der South Leigh Creek, der im Gegensatz zum Leigh Creek durch die Schluchten nach Westen fließt und sich im Teton Valley in den Teton River entwässert.

## Belege
1. ↑  Geonames: Littles Peak. Abgerufen am 2. August 2021.
2. ↑  Peakbagger: Littles Peak. Abgerufen am 2. August 2021.
3. ↑  Naturalatlas: Littles Peak. Abgerufen am 2. August 2021 (englisch).